# Comté de Bigorre
Pour les articles homonymes, voir Bigorre.
IXe siècle – 1425
Entités précédentes :
- Partie du duché de Gascogne
- Royaume de France

Entités suivantes :
- Comté de Foix
- Royaume de France

Le comté de Bigorre était un ancien comté carolingien apparu au IXe siècle (cf. royaume de France) rattaché au royaume de Navarre en 829 et situé dans le duché de Gascogne. Il devient possession anglaise avec le traité de Brétigny en 1360. Il sera rattaché au domaine royal français en 1607 lors de l'accession du roi de Navarre au trône de France. Ses habitants sont les Bigourdans.

## Étendue géographique
Il était entouré par les comtés ou vicomtés suivants : l'Armagnac et l'Astarac au nord, le Béarn à l'ouest, le comté de Comminges à l'est, et au sud la chaîne des Pyrénées dans sa partie centrale. 
Sa capitale était Tarbes, devenue à l'époque moderne siège d'une sénéchaussée et, depuis 1790, le chef-lieu du département français des Hautes-Pyrénées. L'ex-comté de Bigorre en forme la majeure partie, ses principales autres villes étant Lourdes, Campan, Vic-en-Bigorre, Cauterets, Bagnères-de-Bigorre, Barèges et Saint-Sever-de-Rustan.

## Histoire
Avant la conquête romaine, il était occupé par le peuple aquitain des Bigerriones qui ont donné leur nom au comté. À la fin de la période mérovingienne, la Bigorre se trouve dans le duché de Vasconie.
Selon la charte d'Alaon, Loup Centulle, duc de Vasconie, donne au début du IXe siècle le comté de Bigorre à son fils Donat Loup. Mais la charte d'Alaon est reconnue comme un faux du XVIIe siècle, et si l'existence de Donat Loup n'est pas mise en cause, elle est cependant repoussée à la fin du IXe siècle. Des études récentes considèrent plutôt Donat Loup comme un arrière-petit-fils de Loup Centulle.
Le comté de Bigorre qui revient à Raymond Dat († v. 947), passe successivement dans la maison de Foix (ca. 1032/4), puis dans celle de Béarn (1080),  de Marsan (1129), de Comminges (1180) et de Montfort (1216). Il devient l'enjeu de disputes entre plusieurs seigneurs voisins. Ainsi, en 1194, le roi d'Aragon doit forcer le comte de Comminges à y renoncer pour le confier au vicomte de Béarn. Plus tard, Simon IV de Montfort fait annuler le mariage de Nuno Sanchez avec la comtesse Pétronille pour la donner en mariage à son fils Guy.
Du temps d'Eschivat de Chabanais, le comte Simon V de Montfort avait revendiqué la Bigorre. Après la mort de Simon, son héritier vend ses droits au  roi Henri Ier de Navarre, tandis que le vicomte Gaston VII de Béarn revendique la Bigorre au nom de sa fille Constance de Moncade. Il s'ensuit plusieurs procès, qui aboutissent finalement à l'annexion du comté en 1302 par le roi de France.
Au traité de Brétigny (1360), la couronne de France doit céder le comté aux Anglais. Il est reconquis en 1370. Il fait retour en 1425 à Jean Ier de Foix-Grailly comte de Foix et vicomte de Béarn. Celui-ci portera à partir de cette date le titre de comte de Bigorre.
La maison de Foix-Grailly s'éteint en 1483, et le comté passe à cette date à la maison d'Albret, puis en 1562 à celle de Bourbon. En 1589, Henri III de Bourbon, roi de Navarre, duc de Bourbon et de Vendôme, comte de Foix, de Périgord, d'Armagnac, de Bigorre et vicomte de Béarn devient roi de France sous le nom d'Henri IV et unit définitivement le comté de Bigorre à la Couronne en 1607.